# Guilty by Suspicion
Guilty by Suspicion is een film uit 1991 van regisseur Irwin Winkler. De hoofdrollen worden vertolkt door Robert De Niro en Annette Bening.

## Verhaal
David Merrill is Hollywood-regisseur uit de jaren 50. Na een filmopname in Frankrijk keert David terug naar de Verenigde Staten en ontdekt tot zijn eigen verbazing dat het House Committee on Un-American Activities hem verdenkt. Hij wordt ervan verdacht aan on-Amerikaanse activiteiten te doen. Hij behandelt deze hele zaak als een lachertje en weigert mee te werken aan de ondervragingen.
Wanneer hij dan de draad terug wil oppikken en opnieuw films wil maken, merkt hij dat dat niet gaat. Het House Committee heeft ervoor gezorgd dat David in de problemen zit en dus besluit hij om toch aan de ondervragingen mee te werken.

## Cast
| Acteur          | Personage      |
| --------------- | -------------- |
| Robert De Niro  | David Merrill  |
| Annette Bening  | Ruth Merrill   |
| Luke Edwards    | Paulie Merrill |
| George Wendt    | Bunny Baxter   |
| Patricia Wettig | Dorothy Nolan  |
| Sam Wanamaker   | Felix Graff    |
| Martin Scorsese | Joe Lesser     |